# Alpineskiën op de Paralympische Winterspelen 1988

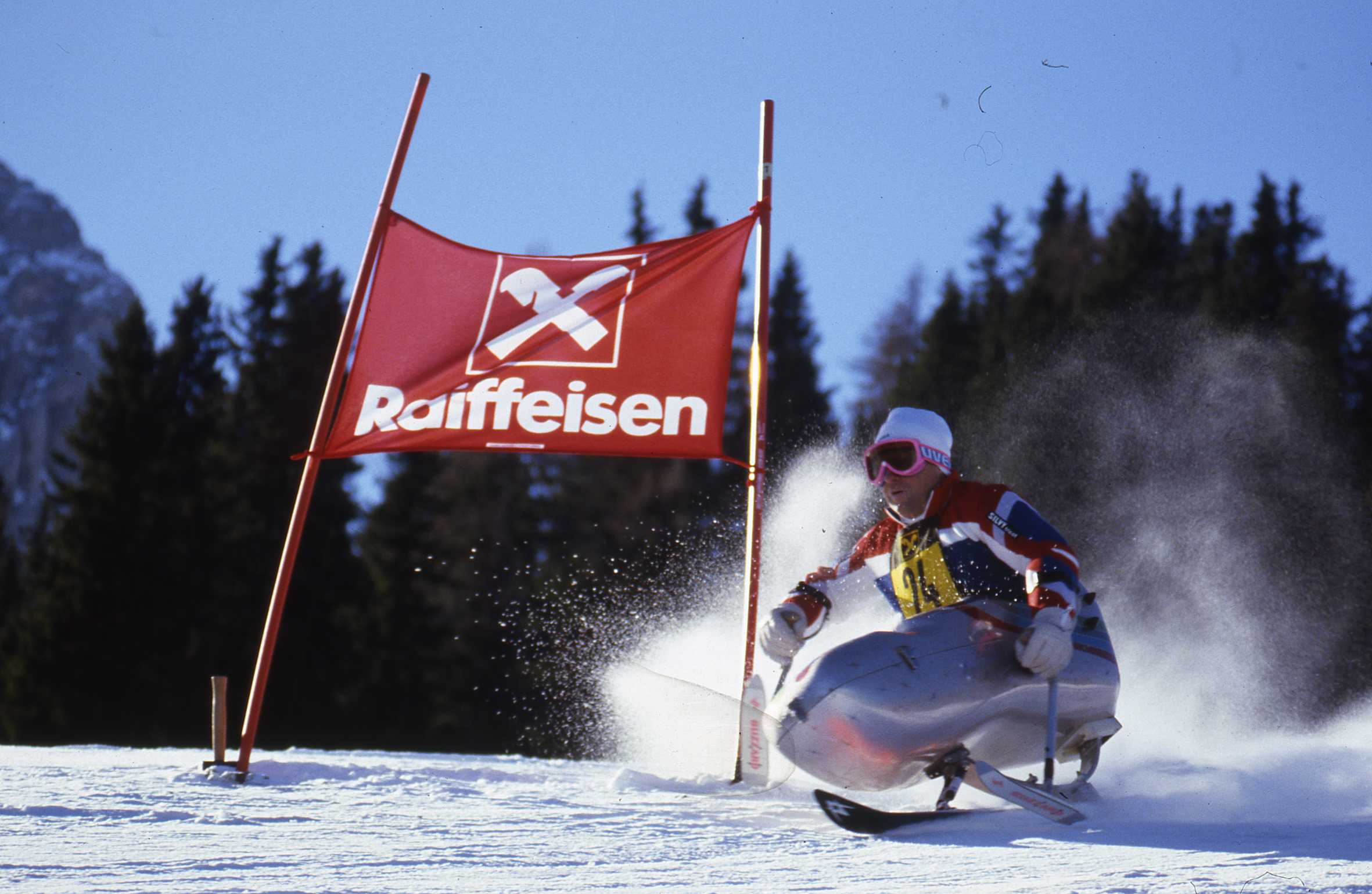
Alpineskiën tijdens de Spelen van 1988 in Innsbruck

De IVe Paralympische Winterspelen werden in 1988 gehouden in Innsbruck, Oostenrijk. Dit was de laatste keer dat de Paralympische Winterspelen niet in hetzelfde land werden gehouden als de Olympische Winterspelen.
Alpineskiën staat al vanaf het begin op het programma van de Paralympische Spelen. De sport staat onder auspiciën van de Internationaal Paralympisch Comité (IPC). Alpineskiën is een sport voor sporters met een lichamelijke handicap aan verschillende ledematen.
Dit jaar verdween de Alpine-combinatie definitief van het programma en daarmee verdween het puntensysteem ook. De disciplines waren afdaling, reuzenslalom en slalom.

## Afdaling

### Mannen
| Klasse | Snelste Tijd | land | Goud               | land | Zilver         | land | Brons            |
| ------ | ------------ | ---- | ------------------ | ---- | -------------- | ---- | ---------------- |
| B1     | 1:10.43      | AUT  | Franz Griessbacher | SWE  | Mats Linder    | AUT  | Willi Hohm       |
| B2     | 48.84        | AUT  | Odo Habermann      | FRA  | Stephane Saas  | ITA  | Antonio Marziali |
| B3     | 49.48        | ITA  | Bruno Oberhammer   | CAN  | Uli Rompel     | ITA  | Josef Erlacher   |
| LW1    | 1:25.12      | USA  | Dan Ashbaugh       | USA  | Mark Godfrey   | CAN  | Stephen Ellefson |
| LW2    | 1:20.16      | SUI  | Fritz Berger       | USA  | Greg Mannino   | FRG  | Michael Hipp     |
| LW3    | 1:22.80      | FRA  | Bernard Baudean    | AUT  | Gerhard Langer | POL  | Franciszek Tracz |
| LW4    | 1:13.06      | SUI  | Paul Fournier      | SUI  | Hans Burn      | USA  | Rik Heid         |
| LW5/7  | 1:14.86      | NOR  | Cato Zahl Pedersen | USA  | Kip Roth       | SWE  | Lars Lundstroem  |
| LW6/8  | 1:11.04      | FRG  | Markus Pfefferle   | SUI  | Paul Neukomm   | AUT  | Meinhard Tatschl |
| LW9    | 1:20.01      | FRG  | Eberhard Seischab  | FRA  | Tristan Mouric | USA  | Robert Stroshine |

### Vrouwen
| Klasse | Snelste Tijd | land | Goud                | land | Zilver          | land | Brons              |
| ------ | ------------ | ---- | ------------------- | ---- | --------------- | ---- | ------------------ |
| B1     | 1:42.41      | ESP  | Susana Herrera      | USA  | Cara Dunne      | ITA  | Carmela Cantisani  |
| B2     | 53.24        | AUT  | Elisabeth Kellner   | AUT  | Edith Hoelzl    | AUT  | Gabriele Berghofer |
| LW2    | 1:23.90      | USA  | Diana Golden        | USA  | Martha Hill     | FRG  | Annemie Schneider  |
| LW4    | 1:19.71      | FRG  | Reinhild Möller     | USA  | Lana Jo Chapin  | CAN  | Lana Spreeman      |
| LW6/8  | 1:13.87      | AUT  | Martina Altenberger | USA  | Nancy Gustafson | SWE  | Gunilla Ahren      |

## Reuzenslalom

### Mannen
| Klasse | Snelste Tijd | land | Goud               | land | Zilver            | land | Brons             |
| ------ | ------------ | ---- | ------------------ | ---- | ----------------- | ---- | ----------------- |
| B1     | 3:04.74      | AUT  | Franz Griessbacher | SWE  | Mats Linder       | CAN  | John Houston      |
| B2     | 1:45.61      | AUT  | Odo Habermann      | FRA  | Stephane Saas     | AUT  | Gerhard Pscheider |
| B3     | 1:46.50      | ITA  | Bruno Oberhammer   | CAN  | Uli Rompel        | ITA  | Manfred Perfler   |
| LW1    | 2:10.84      | USA  | Dan Ashbaugh       | USA  | Mark Godfrey      | JPN  | Tsutomu Mino      |
| LW2    | 1:50.26      | FRG  | Alexander Spitz    | USA  | Greg Mannino      | AUT  | Rainer Bergmann   |
| LW3    | 1:51.47      | USA  | Paul Dibello       | FRA  | Bernard Baudean   | AUT  | Gerhard Langer    |
| LW4    | 1:42.99      | AUT  | Josef Meusburger   | AUT  | Markus Ramsauer   | SUI  | Hans Burn         |
| LW5/7  | 1:45.39      | NOR  | Cato Zahl Pedersen | SWE  | Lars Lundstroem   | FRG  | Matthias Berg     |
| LW6/8  | 1:41.15      | AUT  | Meinhard Tatschl   | FRG  | Markus Pfefferle  | SUI  | Paul Neukomm      |
| LW9    | 1:55.49      | FRA  | Tristan Mouric     | FRG  | Eberhard Seischab | USA  | Robert Stroshine  |
| LW10   | 1:02.85      | AUT  | Paul Bluschke      | SUI  | Jacques Blanc     | SUI  | Hermann Kollau    |

### Vrouwen
| Klasse | Snelste Tijd | land | Goud                | land | Zilver             | land | Brons            |
| ------ | ------------ | ---- | ------------------- | ---- | ------------------ | ---- | ---------------- |
| B1     | 4:18.47      | AUT  | Elisabeth Maxwald   | USA  | Cara Dunne         | ESP  | Susana Herrera   |
| B2     | 1:58.27      | AUT  | Elisabeth Kellner   | AUT  | Gabriele Berghofer | AUT  | Edith Hoelzl     |
| LW2    | 2:01.50      | USA  | Diana Golden        | FRG  | Annemie Schneider  | FRA  | Virginie Lopez   |
| LW4    | 1:53.35      | FRG  | Reinhild Möller     | USA  | Lana Jo Chapin     | SUI  | Beatrice Berthet |
| LW6/8  | 1:45.59      | AUT  | Martina Altenberger | USA  | Kathy Pitcher      | POL  | Eszbieta Dadok   |
| LW10   | 1:14.65      | SUI  | Francoise Jacquerod | USA  | Marilyn Hamilton   | JPN  | Emiko Ikeda      |

## Slalom

### Mannen
| LW1   | 1:37.03 | USA                               | Dan Ashbaugh                      | USA                               | Mark Godfrey                      |                                   |                                   |                                   |                                   |
| LW2   | 1:19.02 | FRG                               | Alexander Spitz                   | USA                               | David Jamison                     | CAN                               | Michel Duranceau                  |                                   |                                   |
| LW3   |         | Alle deelnemers gediskwalificeerd | Alle deelnemers gediskwalificeerd | Alle deelnemers gediskwalificeerd | Alle deelnemers gediskwalificeerd | Alle deelnemers gediskwalificeerd | Alle deelnemers gediskwalificeerd | Alle deelnemers gediskwalificeerd | Alle deelnemers gediskwalificeerd |
| LW4   | 1:16.42 | SUI                               | Paul Fournier                     | NZL                               | Patrick Cooper                    | USA                               | Rik Heid                          |                                   |                                   |
| LW5/7 | 1:20.08 | SWE                               | Lars Lundstroem                   | USA                               | Kip Roth                          | FRG                               | Matthias Berg                     |                                   |                                   |
| LW6/8 | 1:14.76 | AUT                               | Dietmar Schweninger               | FRG                               | Markus Pfefferle                  | AUT                               | Meinhard Tatschl                  |                                   |                                   |
| LW9   | 1:25.45 | FRA                               | Tristan Mouric                    | FRG                               | Eberhard Seischab                 | USA                               | Don Garcia                        |                                   |                                   |
| LW10  | 1:51.17 | AUT                               | Paul Bluschke                     | SUI                               | Jacques Blanc                     | FRG                               | Peter Wiedemann                   |                                   |                                   |

### Vrouwen
| Klasse | Snelste Tijd | land | Goud                | land | Zilver        | land | Brons            |
| ------ | ------------ | ---- | ------------------- | ---- | ------------- | ---- | ---------------- |
| LW2    | 1:37.33      | CAN  | Lynda Chyzyk        | USA  | Martha Hill   | FRA  | Virginie Lopez   |
| LW4    | 1:27.46      | FRG  | Reinhild Möller     | CAN  | Lana Spreeman | SUI  | Beatrice Berthet |
| LW6/8  | 1:15.63      | AUT  | Martina Altenberger | SWE  | Gunilla Ahren | POL  | Eszbieta Dadok   |
| LW10   | 2:19.79      | SUI  | Francoise Jacquerod |      |               |      |                  |

## Deelnemende landen Alpineskiën 1988
- AUT
- SWE
- BEL
- ITA
- DEN
- GBR
- NZL
- CAN
- FRA
- USA
- JPN
- ESP
- SUI
- FIN
- FRG
- NED
- AUS
- NOR
- TCH
- POL
- YUG

Alpineskiën · Biatlon · Langlaufen · Priksleeën
1976 · 1980 · 1984 · 1988 · 1992 · 1994 · 1998 · 2002 · 2006 · 2010 · 2014 · 2018 · 2022